# Sítio Arqueológico Palácio de Ocomo
O sítio arqueológico Palácio de Ocomo  é um sítio arqueológico que está localizado na comunidade de Oconahua, no município de Etzatlán em Jalisco, no México. A estrutura principal é um pátio úmido monumental - semelhante às paredes do período mesoamericano clássico - com 130 metros de lado e uma altura aproximada de 8 metros.